# کیتی لی
کِیتی لی (انگلیسی: Katie Leigh؛ زادهٔ ۱۶ دسامبر ۱۹۵۸) یک صدا پیشه اهل ایالات متحده آمریکا است.

## گزیدهٔ آثار

### سینما
- من نفرت‌انگیز (۲۰۱۰)
- روغن لورنزو (۱۹۹۲)

### تلویزیون
- راگرتز (۱۹۹۹)
- مسافر کوچولو (۱۹۷۸)